# خيسوس زافالا
خيسوس زافالا (بالإسبانية: Jesús Zavala Esparza)‏ هو مغني وممثل مكسيكي، ولد في 16 سبتمبر 1991 في تيخوانا في المكسيك.

## وصلات خارجية
- الموقع الرسمي
- خيسوس زافالا على موقع IMDb (الإنجليزية)
- خيسوس زافالا على موقع ميوزك برينز (الإنجليزية)
- خيسوس زافالا على موقع قاعدة بيانات الفيلم (الإنجليزية)